# Ligneuville
Pour les articles homonymes, voir Ligneuville (homonymie).
Ligneuville (en allemand Engelsdorf, en wallon Lègnoûvèye) est un village de la commune et ville belge de Malmedy située en Région wallonne dans la province de Liège. 
Avant la fusion des communes de 1977, Ligneuville faisait partie de la commune de Bellevaux-Ligneuville dont il était le village le plus important.

## Situation
Ce village d'Ardenne très étendu est traversé d'est en ouest par l'Amblève. Un pont qui y franchit l'Amblève réunit les deux parties du village implantées sur les versants et collines nord et sud de l'Amblève. La route nationale 62 Malmedy -Saint-Vith traverse le village qui se trouve à environ 8,5 km au sud de Malmedy. L'autoroute E42 passe à environ 2 kilomètres au sud-ouest de la localité.

## Patrimoine
L’église Foi, Espérance et Charité date de 1910 et a été restaurée après la Seconde Guerre mondiale. Elle est bâtie en moellons de grès dans un style néo-roman. 
Deux petites chapelles se trouvent sur les hauteurs nord du village. L'une d'entre elles porte l'inscription "Merci à notre Mère du Ciel".

## Économie et activités
Ligneuville est réputé pour ses piscicultures où les truites sont élevées, transformées et vendues en Belgique mais aussi exportées vers les pays limitrophes.
Le titre de "Capitale de la Truite" fut décerné à la localité en 1984.
Le village possède une école communale (classes maternelles et primaires)

## Tourisme
Ligneuville est un village où l'on trouve hôtels, gîtes ruraux et chambres d'hôtes.

## Pont de Ligneuville
Le pont de Ligneuville est un pont sur l'Amblève reconstruit en 1951. 
C'est un pont voûtre en béton armé, recouvert de maçonnerie de moellons de grès.

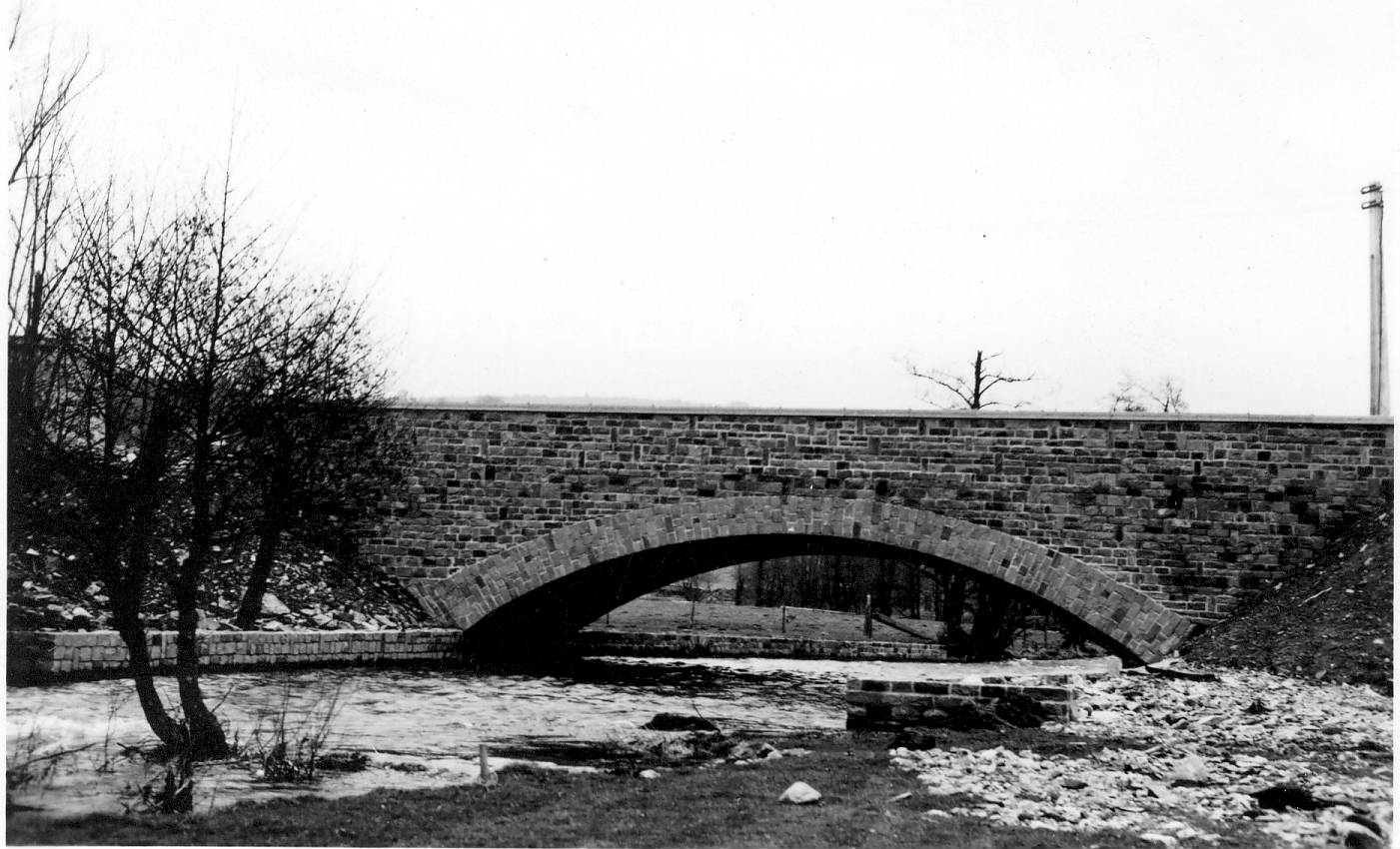
Pont de Ligneuville en 1953, vu depuis l'Amblève